# Windpark Westereems
Der Windpark Westereems liegt im Bereich von Eemshaven in der niederländischen Provinz Groningen. Er ist in acht verschiedene Windparkcluster unterteilt. 
Die alten Micon- und Kenetech-Windenergieanlagen wurden im Jahr 2008 durch 64 neue Enercon-Anlagen ersetzt. Diese können eine Leistung von insgesamt 192 MW erreichen und 135.000 Haushalte versorgen. Die Investitionssumme von mehr als 150 Millionen Euro wird vom Niederländischen Energieversorger Essent aufgebracht.

## Entwicklung des Windparks

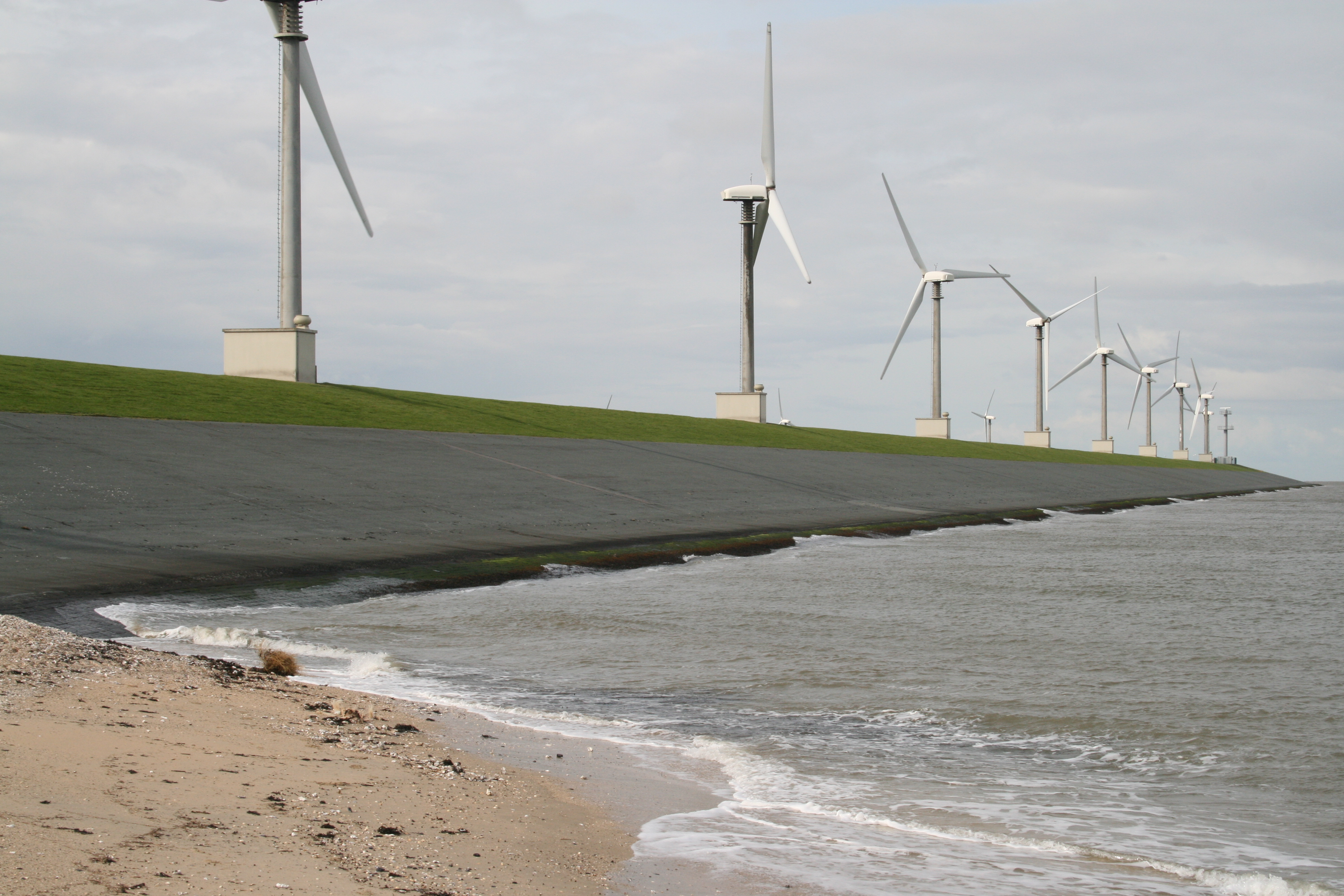
Kenetech Windkraftanlagen im Jahr 2008

Der Windpark bestand zunächst aus 40 Micon-Windkraftanlagen und 94 Kenetech-Windkraftanlagen, mit einer installierten Leistung von 44 MW und zusätzlichen sechs weiteren Vestas-Windkraftwerken. 
Im Dezember 2006 wurde beschlossen, die bestehenden Anlagen durch leistungsstärkere und wesentlich größere zu ersetzen. Im November 2007 wurde mit dem Abbau der ersten Windkraftanlagen und dem Fundamentbau für die ersten neuen leistungsstärkeren Windkraftwerke begonnen.
Für den sicheren Stand der Windturbinen wurden für jede Anlage dreißig Betonsäulen mit einer Länge von 25 bis 39 Metern in den Boden eingelassen. Die neuen Anlagen haben eine Nabenhöhe von 98 Metern, einen Rotordurchmesser von 82 Metern und erreichen jeweils eine Leistung von 3 MW. Auch ein wassergekühlter Stator gehört zur Besonderheit dieser Anlagen. Durch die Lage des Windparks konnten die Bauteile von Enercon, die von Emden aus über die Ems transportiert wurden, bereits im Hafenbereich vormontiert werden und dann per Lkw zum Standort der Windkraftwerke gebracht werden.
Der Windpark wurde im Frühjahr 2009 fertiggestellt, wobei einige Anlagen schon seit dem Spätsommer 2008 in Betrieb sind und Strom in das öffentliche Stromnetz einspeisen. 
Pro Windturbine wird mit einer Energie von 9 Millionen Kilowattstunden pro Jahr gerechnet. Alle Windenergieanlagen zusammen sollen einen Energieertrag von 470 Millionen Kilowattstunden pro Jahr erreichen.
Im Jahr 2014 wurde ein Prototyp der zweiflügeligen 2B6 des niederländischen Herstellers 2B Energy in Betrieb genommen. Die Anlage erzeugt bis zu 6 Megawatt bei einem Rotordurchmesser von 140 Metern.
Im Sommer 2017 wurden die beiden Prototypen der Lagerwey L136 in Betrieb genommen. Beide Anlagen haben eine Leistung von 4,5 Megawatt und einen Rotordurchmesser von 136 Metern.